# 馬拉卡斯特區
馬拉卡斯特區是阿爾巴尼亞的36个旧区之一，这些区份在2000年7月全部撤销，并由新成立的12个州份取代。该区面积为325平方公里，人口数量为39,881人（2001年）。该区位于阿尔巴尼亚南部，区府为巴爾什。该区的范围为现今非夏爾州的馬拉卡斯特市镇。